# Alvin Ailey American Dance Theater
L'Alvin Ailey American Dance Theater (AAADT) è una compagnia di danza moderna con sede a New York. Fu fondata nel 1958 dal coreografo e ballerino Alvin Ailey. È composta da 32 ballerini, guidati dal direttore artistico Robert Battle e collegati al direttore artistico Masazumi Chaya.

## Storia
Alvin Ailey e un gruppo di giovani ballerini moderni neri si esibirono per la prima volta nella 92ª strada alla Young Hebrew Association di New York (92° strada Y), sotto il nome di Alvin Ailey American Dance Theatre (AAADT), nel marzo 1958. In quel momento Alvin Ailey era direttore della compagnia, coreografo e ballerino principale. La compagnia iniziò come un gruppo di soli sette ballerini, oltre al loro coreografo e molti coreografi ospiti. Dopo la loro prima esibizione, che comprendeva la Blues Suite di Alvin Ailey, la compagnia viaggiò su quelle che erano conosciute come le "station wagon tour"; nel 1960 l'AAADT divenne una società residente del Clark Center per le arti dello spettacolo della 51ª strada YWCA. Fu durante questo periodo che Ailey coreografò la sua famosa opera Revelations, una danza caratteristica fatta per la musica tradizionale. Nel 1962 Ailey cambiò la sua compagnia di ballo tutta nera in un gruppo multirazziale, credendo che esistesse una sorta di sciovinismo inverso per tutto ciò che era nero. In quello stesso anno la compagnia fu scelta per visitare l'estremo oriente, il sud-est asiatico e l'Australia come parte del "Programma internazionale speciale per le presentazioni culturali del presidente John F. Kennedy". L'AAADT è stata la prima compagnia "nera" a viaggiare per il programma di Kennedy. Judith Jamison, una stella della compagnia per 15 anni, entrò a far parte della compagnia nel 1965.
Ailey fondò una scuola nel 1969, lo stesso anno in cui la compagnia si trasferì alla Brooklyn Academy of Music. Sia la compagnia che la scuola si trasferirono al 229 est sulla 59ª atrada a Manhattan un anno dopo, nell'edificio ristrutturato di una chiesa. Nell'aprile di quell'anno, una crisi finanziaria indusse Ailey a rilasciare una dichiarazione secondo cui avrebbe potuto avvenire lo scioglimento della compagnia. La crisi tuttavia si attenuò e nel 1971 AAADT fece la sua prima esibizione nel New York City Center, dove la compagnia risiede attualmente. Il direttore artistico associato Masazumi Chaya entrò a far parte della compagnia nel 1972.
L'AAADT, l'Alvin Ailey Repertory Ensemble (in seguito ribattezzato Ailey II) e l'Ailey School si trasferirono nel 1980 in quattro nuovi studi in un edificio a Broadway. La compagnia festeggiò il suo 25º anniversario tre anni dopo. Alvin Ailey morì il 1º dicembre 1989; prima di morire scelse Judith Jamison come suo successore come direttore artistico e l'intera organizzazione Ailey si trasferì al 211 ovest sulla 61ª strada nell'Upper West Side di Manhattan. L'Ailey School e il vicino Fordham College del Lincoln Center (FCLC), la Fordham University, da allora sono affiliati per offrire un corso di laurea in belle arti (Bachelor of Fine Arts (BFA)).
Furono molte le persone che contribuirono al successo dell'AAADT: tra le tante spicca il lavoro di Michael Kaiser, direttore esecutivo dal 1990 al 1993, che viene spesso citato come un modello di successo nella gestione delle arti performative senza scopo di lucro.
Seguendo tournée in Russia, Francia e Cuba negli anni novanta, oltre a una residenza in Sudafrica nel 1997, la Alvin Ailey Dance Foundation annunciò nel 2001 che avrebbe dovuto essere sviluppato un nuovo complesso di danza. La sua costruzione iniziò con il cantiere di Manhattan l'anno seguente. La compagnia e la scuola si trasferirono nell'edificio, chiamato Joan Weill Center for Dance, nel 2004. L'anno successivo la compagnia fece un tour in Russia e nel Regno Unito.
Nel 2007 l'AAADT era tra le oltre 530 istituzioni artistiche e sociali di New York City a ricevere parte della sovvenzione da 20 milioni di dollari della Carnegie Corporation, resa possibile grazie a una donazione dell'allora sindaco di New York, Michael Bloomberg.
L'Ailey School è un membro istituzionale accreditato dell'Associazione nazionale delle scuole di danza (NASD); è riconosciuta dal Dipartimento per l'educazione degli Stati Uniti come istituzione di istruzione superiore ed è idonea a partecipare ai programmi del Titolo IV; è riconosciuta anche dalla US Veterans Administration come una scuola con i requisiti per partecipare ai programmi di beneficenza educativi dei veterani; è autorizzata dalla legge federale degli Stati Uniti ad accettare iscrizioni di studenti stranieri non immigrati. Denise Jefferson fu selezionata dalla Ailey per dirigere la scuola quando questa fu fondata nel 1984 e ne è stata la direttrice fino alla sua morte, nel 2010.
Robert Battle è diventato il direttore artistico della Ailey nel 2011.

## Spettacoli e repertorio
L'Alvin Ailey American Dance Theatre si è esibita in spettacoli per circa 23 milioni di persone in 48 stati e in 71 Paesi in sei continenti. Tra queste esibizioni ci sono due residenze sudafricane. La compagnia è stata spesso ambasciatrice della cultura statunitense, a partire dal programma di tournée del presidente John F. Kennedy nel sud-est asiatico. La troupe ha visitato il sud-est asiatico e l'Australia nel 1962 e si è esibita al Festival Internazionale delle Arti di Rio de Janeiro, Brasile nel 1963. Si sono esibiti al primo Festival mondiale delle arti negre a Dakar, Senegal, nel 1966. Lo stesso anno, l'AAADT si è esibito al Festival di Edimburgo ottenendo premi come "miglior coreografo" e "miglior compagnia". Sono stati anche premiati come "miglior ballerino maschile" all'International Dance Festival di Parigi nel 1970, lo stesso anno in cui hanno fatto un tour di sei città dell'URSS. La compagnia, i suoi ballerini e il suo staff artistico sono stati riconosciuti ambasciatori culturali numerose volte, come nel 2001 con l'assegnazione della National Medal of Arts a Judith Jamison e alla Alvin Ailey Dance Foundation.
Il fondatore Alvin Ailey ha creato più di 79 balletti per la sua compagnia durante il suo mandato; sosteneva anche che la compagnia non era solo un deposito della sua coreografia. Quindi l'AAADT ha un repertorio di oltre 200 opere di oltre 70 coreografi, tra cui Ulysses Dove, Karole Armitage, George Faison, Uri Sands, Elisa Monte, Talley Beatty, Katherine Dunham e Twyla Tharp (il cui lavoro The Golden Section, estratto dal suo balletto più grande, The Catherine Wheel, entrò nel repertorio dell'AAADT nel 2006). La popolarità della compagnia deriva dal suo stile teatrale ed estroverso di ballerini con forti personalità e abilità muscolari. Eppure la maggior parte dei pezzi dell'AAADT non è stata rappresentata per più di alcune stagioni e relativamente pochi sono riusciti a raggiungere il plauso della critica. Tuttavia la compagnia conserva le opere di Alvin Ailey, tra cui Revelations (1960), Night Creature (1974) e Cry (1971), continuamente rappresentati. Memoria era uno dei pezzi di Alvin Ailey, con tratti lunghi e uno stile tecnico chiaro diverso dal suo solito stile da personaggio jazz fatto di disegni vorticosi, forti, movimenti del braccio, salti enormi e passi di spinta. Questa danza fu in seguito adottata nel repertorio del Royal Danish Ballet. Cry è un assolo in tre parti di 20 minuti creato per Judith Jamison. Era pensato per rendere omaggio a tutte le donne nere e può essere visto come un viaggio dal degrado all'orgoglio, alla sfida e alla sopravvivenza. Cry esige grandi prestazioni fisiche ed emotive sia per l'esecutore che per il pubblico.
Battle ha ampliato il repertorio della compagnia in modo significativo, aggiungendo lavori di coreografi affermati come Garth Fagan, Jiří Kylián, Wayne McGregor, Ohad Naharin e Paul Taylor e commissionando nuove danze di coreografi contemporanei tra cui Kyle Abraham e Aszure Barton. Nel 2011 Battle ha anche istituito il New Directions Choreography Lab, per formare gli artisti emergenti.